# José Inocencio Aparici
José Inocencio Aparici y Fontbayona (1694-1779) fue un contable español del siglo XVIII, autor de la obra titulada: Norte fixo y promptuario seguro, para la más clara, y buena inteligencia del valor de todas las Monedas usuales, y corrientes del Continente de España, assí en sus proprios Reynos, como en los demás de ella, que firmó como secretario del Rey nuestro Señor y Contador del Sereníssimo Señor Infante Cardenal y salió editada en Madrid en 1741, en la imprenta de Juan de San Martín.
Décimo y último hijo de José Aparici y Fins, descendiente de una familia de laneros de Tremp establecido en Barcelona en 1677, donde se dedicó al comercio sedero a la vez que desarrolló una carrera burocrática en la contaduría urbana al servicio de Felipe V, y de su esposa, María Fontbayona, en 1727 se instaló en Cádiz como oficial de la contaduría principal de la Casa de la Contratación de Indias. Compatibilizó su empleo con la dedicación al comercio, sirviendo de enlace entre Barcelona y las Indias, a donde enviaba azogue y almendras y de donde recibía cacao y tabaco que remitía a Cataluña, aunque según la correspondencia con su progenitor tales negocios le procuraron más deudas que beneficios. En Cádiz redactó también su Norte fixo y promptuario seguro, que tenía acabado en 1730 con intención de imprimirlo en Barcelona cuando obtuviera licencia para regresar a ella, aunque la publicación se retrasó y hubo de adaptar la obra en su edición definitiva a la reforma monetaria introducida por la pragmática de 16 de mayo de 1737, que elevaba el valor del peso escudo de plata de los 18 reales de vellón y 28 maravedís (640 mrs) hasta los veinte reales de vellón (680 mrs).